# عبعب منطبق
العبعب المنطبق (باللاتينية: Withania adpressa) نوع نباتي ينتمي إلى جنس العبعب من الفصيلة الباذنجانية.

## الموئل والانتشار
موطن هذا النوع المغرب العربي.